# Max Vredenburg
Max David Vredenburg (Brussel, 16 januari 1904 – Laren (Noord-Holland), 9 augustus 1976) was een Nederlands componist.

## Max Vredenburg
Hij was zoon van Eva Sanson en Isaäk Vredenburg. Hijzelf was tussen 1930 en 1935 getrouwd met bibliothecaresse Carolina Hanna (Caro) van der Heyden. In 1937 trouwde hij in Parijs met Nelly Sluizer.
Hij werd geboren in Brussel; het gezin trok in verband met de Eerste Wereldoorlog naar Nederland, waar Vredenburg de Hogere burgerschool doorliep; een toekomst in de handel in zuidvruchten lag in het verschiet, maar Vredenburg wilde de muziek in.
Zijn opleiding werd verzorgd door muziekdocent Henri Geraedts aan het Haags Conservatorium, maar in 1926 studeerde hij bij Paul Dukas aan Conservatoire national supérieur de musique et de danse de Paris; hij maakte er ook kennis met Albert Roussel. Hij kwam vervolgens terug naar Den Haag. Hij richtte er een "Studiekring op voor moderne muziek" en gaf ook samen met bijvoorbeeld Lotti Muskens en Dick Waleson uitvoeringen met moderne muziek. Hij was vanaf 1929 directeur van de "Muziekschool Schiedam". Tussen 1936 en 1940 was hij weer in Parijs te vinden; hij was er correspondent van de Nieuwe Rotterdamsche Courant, Vooruit en Het Vaderland. Hij werkte er ook voor de Franse omroep en schreef in Franse tijdschriften. Tijdens het begin van Tweede Wereldoorlog werkte hij voor Radio Vrij Nederland. Vanuit Parijs vluchtte hij naar het gebied van de Vichy-regering en vervolgen via Spanje en Portugal naar Nederlands-Indië (najaar 1941) en werkte er korte tijd voor "Regeerings Publicatiedienst" (RPD). Hij ontliep daarmee weliswaar de Holocaust, maar werd in 1942 vanuit standplaats Batavia (werkend voor Bataviaasch Nieuwsblad) geïnterneerd in kamp Tjimahi. Hij zag wel een mogelijkheid om daar te musiceren met violist Szymon Goldberg en Franse les te geven. Terug in Nederland, totaal berooid, vernam bij dat zijn beide zusters omgebracht waren in concentratiekamp Auschwitz. Hij werd in 1945 muziekrecensent bij Het Vrije Volk. 
In die tijd was hij ook al bezig met componeren, vanaf 1951 ook voor de jeugd. In 1953 werd hij de opvolger van Sem Dresden bij de Nederlandse afdeling Jeugd en Muziek (onderdeel van "La fédération international des jeunesses musicales"); hij bleef er tot 1969 bij betrokken. Hij was in 1957 (mede-)oprichter van het Nationaal Jeugdorkest. Hij werd daarin gesteund door Ru Sevenhuysen. Hij was medeoprichter van het Genootschap Nederland-Israël
Hij schreef in allerlei genres, meest in de Franse stijl met bijvoorbeeld Franse liedteksten; ook had hij aandacht voor Joode muziek. Dat leidde er toe dat uitvoeringen van zijn muziek, beschouwd als Entartete Kunst, in de periode 1940-1945 onmogelijk werd gemaakt. Het GeÏllustreerde Muzieklexicon (tot 1949) en de Algemene muziek encyclopedie (vanaf 1951) meldden als werken:
- opus 1: Six pièces pour piano
- opus 2: Vous m'avez dit (mezzosopraan, piano; Edition Maurice Senart)
- opus 3: Suite sportive
- opus 6: Branding, filmmuziek bij Joris Ivens
- opus 10: Pianosonate
- opus 11: Aphorismen ( koormuziek op Duitse tekst)
- opus 12: Achttien kleine klavierstukken op vijf tonen
- opus 13: Sonatine voor hobo en piano
- opus 14: Vioolstukjes voor bij het onderricht
- opus 15: Ba-erew
- opus 16: Liederencyclus zonder tekst
- opus 17: Vier Ostjüdische Liebeslieder
- 1951: En vacances (schoolorkest)
- 1951: Au pays des vendanges
- 1952: Menuet et Siciliano (piano)
- 1956: Suite dansante
- 1961: Variaties op een Terschellinger minnelied
- 1965: Trio voor hobo, klarinet en fagot
- filmmuziek, onder andere voor Walvis in zicht, film van Joris Ivens als ook van werk van Bert Haanstra (Spiegel van Holland, Panta Rhei en De bouw) en Mannus Franken. Ook componeerde hij wel muziek bij de Polygoonjournaals.

Voor zijn werkzaamheden werd hij benoemd tot ridder in de Orde van Oranje Nassau. Hij overleed na een lang ziektebed aan hartfalen in het verpleegtehuis Theodotion. Vredenburg werd gecremeerd op Westerveld.

## Nelly Sluizer
Cornelia Flora Sluizer (1899-1974) kreeg een zangopleiding tot sopraan van Hans Cleuver en trad wel op rond 1930. Ze ging in Parijs werken als impresario voor bijvoorbeeld Sergej Prokofjev, Rubinstein en Andres Segovia. (Sécrétaire Artistiques Franco-Hollandais). Ze was zuster van radiopresentator George Sluizer en daarmee tante van regisseur George Sluizer. Ze was Vredenburgs steun en toeverlaat bij zijn werk.
- Bibliothèque nationale de France: cb16035660b (data)
- Digitale Bibliotheek voor de Nederlandse Letteren: vred011
- Gemeinsame Normdatei: 1151050814
- International Standard Name Identifier: 0000 0003 8780 920X
- MusicBrainz: 20f511bd-e738-4aa5-aeab-12679d3c8c1b
- Nationale Bibliotheek van Tsjechië: mzk2015869947
- Nationale Bibliotheek van Israël: 987007590250205171
- Virtual International Authority File: 280849652